# Pseudopallene brevicollis
Pseudopallene brevicollis är en havsspindelart som först beskrevs av Sars, G.O. 1891.  Pseudopallene brevicollis ingår i släktet Pseudopallene och familjen Callipallenidae. Inga underarter finns listade i Catalogue of Life.